# Myśli warte słów
Myśli warte słów to pierwszy solowy album Łukasza Zagrobelnego wydany  24 września 2007 roku. 14 lipca ukazała się edycja specjalna, na której znajdywały się dwa utwory: "Nie kłam że kochasz mnie" oraz nowa piosenka "Nie potrzeba więcej" i 3 teledyski: "Nieprawda", "Życie na czekanie" i "Nie kłam że kochasz mnie". Piosenka "Nie potrzeba więcej" stała się piosenką promującą edycje specjalną.
Nagrania dotarły do 34. miejsca listy OLiS.

## Lista utworów
1. Nieprawda,
2. Życie Na Czekanie,
3. Zaklęcia,
4. Wolny wybór,
5. Nie ta sama biel,
6. Bo to co najważniejsze,
7. Nie mogę,
8. Sama szczerość,
9. Tak to ona,
10. Niech wybuchnie serce,
11. Tylko tak.

Edycja specjalna:
+ "Nie kłam ze kochasz mnie", "Nie potrzeba więcej"
i 3 teledyski